# 내 마음의 클래식
내 마음의 클래식은 대한민국의 방송국인 KBS대전방송총국 라디오 채널 KBS대전FM에서 매일 오후 5시부터 저녁 6시까지 방송했던 대전·충남 지역의 클래식 전문 라디오 프로그램이다.

## DJ
- 손지화 아나운서 (여)

## 요일별 코너
- 월 : 클래식 View - 재미있는 해설과 감상포인트로 클래식 음악에 한발 다가설 수 있는 시간.
- 화 : 스토리 인 뮤직 - 노래 속에 담긴 크고 작은 이야기 들어보는 시간.
- 수 : 향기가 있는 음악회 - 대전.충남의 주목할 만한 연주회를 중심으로 다양한 공연계 소식을 접하는 시간.
- 목 : 김형호의 영화보기 좋은날 - 한 주간 개봉영화와 영화계 소식을 알아보고 영화 퀴즈도 풀어보는 시간.
- 금 : 뮤직에세이 - 매주 새로운 테마로 한편의 에세이를 쓰듯, 감성을 울리는 음악을 듣는 시간.
- 토.일 : 뮤직 포 유 - 전체 악장으로 곡의 흐름을 느껴볼 수 있는 시간.

## 같이 보기
- KBS대전방송총국
- KBS대전FM
- 흥겨운 한마당